# Ludovic Orban
Ludovic Orban (ur. 25 maja 1963 w Braszowie) – rumuński polityk i inżynier, od 2017 do 2021 przewodniczący Partii Narodowo-Liberalnej, minister transportu w latach 2007–2008, od 2019 do 2020 premier Rumunii, w latach 2020–2021 przewodniczący Izby Deputowanych. Brat Leonarda Orbana.

## Życiorys

### Działalność do 2019
W 1988 został absolwentem wydziału technologicznego na Universitatea Transilvania din Brașov. W 1993 ukończył nauki polityczne w SNSPA w Bukareszcie.
W latach 1988–1991 pracował jako inżynier. Od 1992 do 1996 był radnym dzielnicowym Bukaresztu z ramienia Partii Narodowo-Liberalnej. Od 1999 do 2001 pracował w administracji rządowej w randze sekretarza stanu. Początkowo kierował departamentem informacji publicznej rządu, następnie agencją narodową funkcjonariuszy publicznych. W 2001 został dyrektorem programowym Fundacji „Copiii Speranta Lumii”. Od lipca 2004 do kwietnia 2007 zajmował stanowisko zastępcy burmistrza Bukaresztu.
Od 5 kwietnia 2007 do 22 grudnia 2008 pełnił funkcję ministra transportu w gabinecie premiera Călina Popescu-Tăriceanu. W wyniku wyborów parlamentarnych w 2008 wszedł w grudniu 2008 w skład Izby Deputowanych. 20 marca 2009 został wybrany na wiceprzewodniczącego PNL. Od 2009 do 2010 był pierwszym wiceprzewodniczącym PNL. W grudniu 2012 z powodzeniem ubiegał się o parlamentarną reelekcję.
W czerwcu 2017 wybrany na przewodniczącego Partii Narodowo-Liberalnej.

### Premier Rumunii
W październiku 2019, po przegłosowaniu wobec rządu Vioriki Dăncili wotum nieufności, prezydent Klaus Iohannis desygnował go na nowego premiera, powierzając mu misję sformowania gabinetu. Ludovic Orban przedstawił w tym samym miesiącu proponowany skład mniejszościowego i monopartyjnego gabinetu. 4 listopada 2019 połączone izby parlamentu zaaprobowały jego rząd. Poza PNL oficjalnie wsparły go partia ALDE, Demokratyczny Związek Węgrów w Rumunii, Związek Zbawienia Rumunii, Partia Ruchu Ludowego oraz posłowie mniejszości narodowych. Ugrupowania PSD i PRO Rumunia zbojkotowały głosowanie, jednak kilkoro ich przedstawicieli wsparło nowy rząd, który ostatecznie poparło 240 posłów i senatorów (7 więcej niż wymagany próg 233 głosów). Tego samego dnia członkowie gabinetu Ludovika Orbana zostali zaprzysiężeni przez prezydenta, rozpoczynając urzędowanie.
5 lutego 2020 parlament uchwalił wobec rządu wotum nieufności. Dzień po głosowaniu prezydent powierzył premierowi misję sformowania nowego gabinetu. Prezydent i premier deklarowali przy tym dążenie do przedterminowych wyborów parlamentarnych, co usiłowała zablokować głównie odsunięta od władzy Partia Socjaldemokratyczna. Trybunał Konstytucyjny w lutym 2020 orzekł, że ponowne desygnowanie Ludovika Orbana było niezgodne z konstytucją. Premier zrezygnował następnie z misji tworzenia gabinetu, pozostając jednocześnie na czele rządu do czasu wyłonienia swojego następcy.
Do utworzenia rządu został następnie wyznaczony minister finansów Florin Cîțu, który ustąpił wkrótce przed głosowaniem w parlamencie 12 marca. Szybkie konsultacje prezydenta z liderami głównych ugrupowań, mające miejsce w okresie trwającej pandemii COVID-19, doprowadziły do konsensusu celem niezwłocznego powołania nowego gabinetu z dotychczasowym premierem. Ludovic Orban 13 marca został ponownie desygnowany na funkcję premiera, zaproponował skład rządu tożsamy z dotychczasowym. Już 14 marca obie izby parlamentu większością 286 głosów „za” przegłosowały utworzenie nowego rządu. Za gabinetem opowiedziała się zdecydowana większość deputowanych i senatorów, w tym opozycyjnych socjaldemokratów. Znaczna część parlamentarzystów rządzącej PNL nie mogła natomiast wziąć udziału w głosowaniu, przebywając (podobnie jak premier i ministrowie) na dobrowolnej kwarantannie, wynikającej ze zdiagnozowania u jednego z członków izby wyższej choroby COVID-19. Zaprzysiężenie członków gabinetu przy zachowaniu szczególnych środków ostrożności nastąpiło tego samego dnia.
7 grudnia 2020, dzień po wyborach parlamentarnych, które według wstępnych wyników wygrała Partia Socjaldemokratyczna, Ludovic Orban ogłosił swoją rezygnację z funkcji premiera. Zakończył urzędowanie tego samego dnia, gdy pełniącym obowiązki premiera został Nicolae Ciucă.

### Działalność od 2020
W wyborach w 2020 lider PNL uzyskał jeden z przypadających jego partii mandatów w Izbie Deputowanych. W tym samym miesiącu w imieniu PNL podpisał porozumienie koalicyjne celem utworzenia nowego rządu z Florinem Cîțu na czele, a sam został wybrany na przewodniczącego niższej izby rumuńskiego parlamentu.
We wrześniu 2021 utracił przywództwo w partii, w wewnętrznych wyborach został pokonany przez Florina Cîțu. Wkrótce na ręce premiera złożył swoją rezygnację z funkcji przewodniczącego Izby Deputowanych. Ostatecznie Ludovic Orban ustąpił z tego stanowiska w połowie października 2021. W tym samym miesiącu w trakcie kryzysu politycznego i partyjnego wystąpił z frakcji parlamentarnej PNL. W listopadzie 2021 został wykluczony z partii, zapowiedział wówczas utworzenie nowego ugrupowania politycznego. Powołana przez niego partia przyjęła nazwę Forța Dreptei.
W 2024 został zarejestrowany jako kandydat w wyborach prezydenckich. Zrezygnował jednak w listopadzie tegoż roku na kilka dni przed pierwszą turą głosowania, udzielając podczas debaty telewizyjnej poparcia Elenie Lasconi. Jego nazwisko pozostało jednak na kartach wyborczych w I turze wyborów; otrzymał ponad 20 tysięcy głosów (0,22%), co dało mu 11. miejsce spośród 14 zarejestrowanych kandydatów. Proces wyborczy został jednak w całości unieważniony przed drugą turą; Ludovic Orban nie wystartował w kolejnych wyborach w 2025.